# Planinski koprenjak
Planinski koprenjak (majčinsko zelje, lat. Mutellina purpurea, sin. Ligusticum mutellina), biljna vrsta u porodici štitarki, nekada uključivana u rod koprenjak (Ligusticum), a danas rodu Mutellina.
Vrsta je raširena po Europi, uključujući i Hrvatsku.

## Galerija
- Cijela biljka
- Cvjetovi
- Cvjetovi
- Listovi